# Ceratotrichia
Ceratotrichia är ett släkte av nattsländor. Ceratotrichia ingår i familjen smånattsländor.
Kladogram enligt Catalogue of Life:
| Ceratotrichia | \| \| Ceratotrichia fairchildi \| \| \| \| \| \| Ceratotrichia flavicoma \| \| \| \| |
|               | \| \| Ceratotrichia fairchildi \| \| \| \| \| \| Ceratotrichia flavicoma \| \| \| \| |
|               | Ceratotrichia fairchildi                                                             |
|               |                                                                                      |
|               | Ceratotrichia flavicoma                                                              |
|               |                                                                                      |